# Enzo Silingardi
Enzo Silingardi (Carpi, 1902 – Carpi, 1976) è stato un calciatore italiano, di ruolo mezzala.

## Carriera
Capoclasse degli eredi dei ragazzi del Prato del mercato, primo esponente della seconda generazione dei calciatori carpigiani, Enzo è un centrocampista universale, nasce mezzala di regia, debutta nel Carpi il 21 ottobre 1923 ad Ostiglia nella partita Ostiglia-Carpi (1-1), nelle ultime stagioni viene arretrato nel ruolo di centromediano, dopo aver disputato undici stagioni con i bianchi del Carpi chiude la carriera il 15 aprile 1934 nella vittoria (3-1) sul Molinella.